# Orestes Brownson

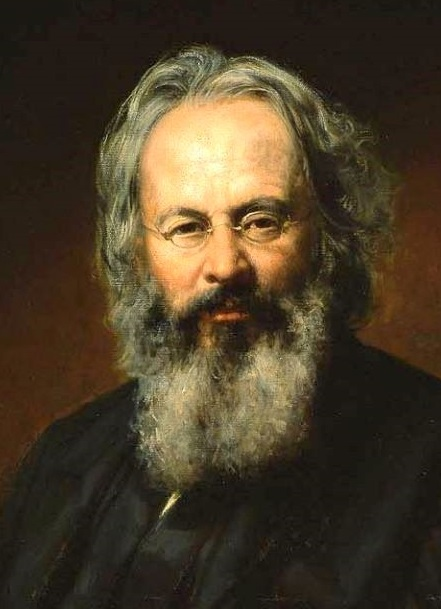
Orestes Brownson

Orestes Augustus Brownson (16 de setembro de 1803 - 17 de abril de 1876) foi um intelectual e ativista da Nova Inglaterra, pregador, organizador trabalhista e notável convertido católico e escritor. Brownson era um publicitário, uma carreira que abrangeu sua afiliação com os transcendentalistas da Nova Inglaterra através de sua subsequente conversão ao catolicismo romano.

## Conversão ao catolicismo
Brownson logo renunciou ao que agora considerava os erros de seu passado, incluindo o transcendentalismo e o liberalismo, e se dedicou a escrever artigos dedicados à conversão da América ao catolicismo. Ele usou seus artigos para atacar seus ex-amigos do movimento transcendental, que, ele escreveu, seriam condenados a menos que se convertessem também.
Em 1860, Brownson anunciou que a Igreja Católica deveria progredir em direção a um ambiente intelectual acolhedor. Ele argumentou com força e eloquência que "nem os amigos nem os inimigos da religião têm nada a temer de adotar o grande princípio da liberdade civil e religiosa, e afirmar uma Igreja livre em um Estado livre".

## Trabalhos
- The Convert; or, Leaves from My Experience.

- The Works of Orestes Brownson (20 vols., collected and arranged by Henry F. Brownson, 1882–1887)